# Carlo Cavanenghi
Carlo Cavanenghi (Alessandria, 1859 – Mantova, 2 settembre 1912) è stato un dirigente sportivo italiano, presidente della Unione velocipedistica italiana dal 1898 al 1912.

## Biografia
Già dirigente della Banca Cooperativa Commerciale di Alessandria e consigliere comunale fu, nel 1886, artefice della nascita del Circolo velocipedisti alessandrino (CVA), che iniziò presto a organizzare gare agonistiche, tra cui la Riunione Primaverile di Corse su Pista e il Gran Premio Città di Alessandria.
Nel dicembre 1898, le capacità organizzative dei dirigenti alessandrini coordinati da Cavanenghi, ricevevano un ambito riconoscimento quando l'Unione velocipedistica italiana (UVI) tenne il suo congresso nazionale proprio ad Alessandria, scegliendo Cavanenghi come presidente.
Il 13 maggio 1909, Cavanenghi dava il via alla Milano-Bologna, tappa iniziale del primo Giro d'Italia. Il dirigente alessandrino morì a Mantova, mentre assisteva a una corsa. Anche il re fece pervenire le sue condoglianze per la scomparsa del padre del ciclismo italiano e, con una sottoscrizione nazionale, fu realizzato un busto in suo ricordo, posto nell'allora sede dell'UVI in via Pontida ad Alessandria.